# Bernhard Lundbergh
Bernhard Adam Fredrik Lundbergh, född den 11 mars 1823 i Stockholm, död den 18 april 1877 på samma ort, var en svensk operasångare (basbaryton) och skådespelare, verksam vid Kungliga Teatern.
Lundbergh föddes som son till rådmannen Bernhard Adam Lundberg och Anna Katarina Schéele och var bror till fotografen Jacob Lundbergh. Han genomgick en kurs vid Teknologiska institutet, där han undervisades av den dåvarande rektorn C. J. L. Almqvist. Han visade tidigt musikaliska anlag och fick en mycket god bildning inom tonkonstens område. Först började han emellertid utbilda sig till kopparstickare hos gravören Carl Gustaf Lundgren, men han övergav snart denna konstart för att helt ägna sig åt musiken.
Som musiklärare slog sig Lundbergh ner i Norrköping 1844. Där gjorde han bekantskap med överstekammarjunkaren och bönboksförfattaren greve Edvard Fredrik von Saltza, som uppmärksammade den unge mannens anlag. Sedan Lundbergh med stor framgång uppträtt på ett sällskapsspektakel i titelpartiet i Fra Diavolo beslöt han att på allvar välja den sceniska banan. På von Saltzas rekommendation blev han den 1 mars 1846 antagen till elev vid Kungliga Teatern, där han debuterade som Fra Diavolo den 29 maj samma år. Bland de många roller han under sin nära trettioåriga teatertid utförde kan nämnas Figaro i Figaros bröllop och i Barberaren i Sevilla, Mazetto i Don Juan, Stålsporre i Målaren och modellerna, Rudolf i Sömngångerskan, Alfonso i Leonora och Lord Elfort i Svarta dominon. Han gjorde även flera talroller, som Ambjörn i Torkel Knutsson, Mowbray i Richard II, Olaus Petri i Dagen gryr och Hemming Gadd i Sten Sture den yngre.
På grund av sjuklighet måste Lundbergh 1875 lämna teatern. Han avled på Serafimerlasarettet den 18 april 1877 till följd av brännskador som han fick genom att hans sängkläder antänts av okänd anledning, sedan han genom intagen kloral fallit i djup sömn.

## Teater

### Roller (urval)
| År   | Roll                  | Produktion                   | Regi | Teater                      |
| ---- | --------------------- | ---------------------------- | ---- | --------------------------- |
| 1868 | Nicodemus Tessin d.y. | Lejonet vaknar Frans Hedberg |      | Kungliga Dramatiska Teatern |